# Bodemeister
Bodemeister, född 28 april 2009, är ett engelskt fullblod, mest känd för att ha segrat i Arkansas Derby (2012) och slutat tvåa efter I'll Have Another i både Kentucky Derby (2012) och Preakness Stakes (2012). Han är även far till 2017 års segrare av Kentucky Derby, Always Dreaming.

## Bakgrund
Bodemeister är en brun hingst efter Empire Maker och under Untouched Talent (efter Storm Cat). Han föddes upp av Audley Farm och ägs av Zayat Stables, LLC, Moreno, Mike and Moreno, Tiffany. Han tränades under tävlingskarriären av Bob Baffert, och har fått namnet efter Bafferts son, Bode Baffert.
Bodemeister tävlade endast under säsongen 2012, och sprang totalt in 1 104 800 dollar på 6 starter, varav 2 segrar och 4 andraplatser. Han tog karriärens största seger i Arkansas Derby (2012).

## Karriär
Bodemeister tävlade inte som tvååring, utan började tävla som treåring. Han tog sin första seger i sin andra start, i ett maidenlöp. Han kom sedan på andra plats i San Felipe Stakes och segrade sedan i Arkansas Derby.
Bodemeister ansågs allmänt vara en av favoriterna att vinna 2012 års upplaga av Kentucky Derby. I Kentucky Derby reds han av jockeyn Mike Smith, och ledde under hela löpet, tills ca 140 meter återstod, då han blev omsprungen av I'll Have Another. Bodemeister slutade på andra plats. Löpet reds fem veckor efter att Baffert lagts in på sjukhus i Dubai på grund av en hjärtinfarkt.
Trots andraplatsen i Kentucky Derby, blev Bodemeister förhandsfavorit före I'll Have Another i Preakness Stakes den 19 maj. Löpet reds på liknande sätt som Kentucky Derby, med Bodemeister som ledde fram till de sista 45 metrarna, då han blev omsprungen av I'll Have Another, och slutade tvåa med en halsmarginal.
Baffert meddelade efteråt att Bodemeister inte skulle tävla i 2012 års Belmont Stakes. Den 21 augusti 2012 tillkännagavs att Bodemeister hade blivit skadad, och istället skulle vara verksam som avelshingst.

### Som avelshingst

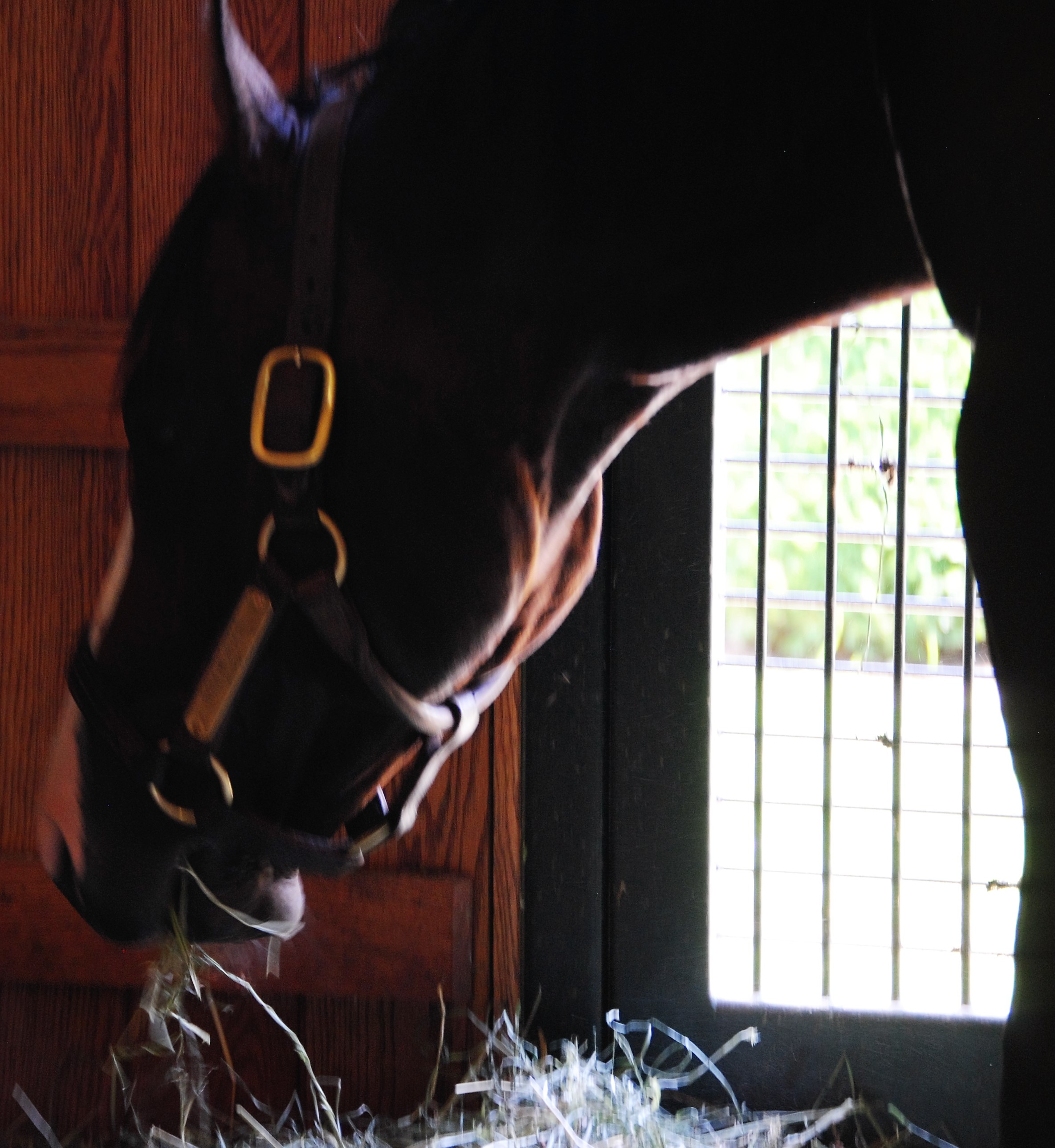
Bodemeister som avelshingst.

Bodemeister stallades upp som avelshingst på WinStar Farm i Versailles, Kentucky för avelssäsongen 2013. Hans första kull började att tävla 2016. Bodemeister uppmärksammades den 5 juni 2016, då en av hans avkommor, som senare döptes till Southern Phantom, föddes med ett helvitt huvud och helvita ben.
Han är bland annat far till 2017 års segrare av Kentucky Derby, Always Dreaming.